# Hot Tuna
A Hot Tuna egy 1969-ben alakult amerikai blues-rockegyüttes. Az együttest Jack Casady basszusgitáros és Jorma Kaukonen gitáros alapította, mialatt a Jefferson Airplane tagjai voltak. Repertoárjuk leginkább hagyományos bluesok akusztikus és elektromos változataiból, valamint saját szerzeményekből áll.

## Az együttes története

### Önálló együttessé válás (1969–1978)
A Hot Tuna kezdetben a Jefferson Airplane előzenekaraként lépett fel. Kaukonen és Casady azért hozta létre az együttest, hogy a Jefferson Airplane hangzásában kevésbé érvényesülő hagyományos bluest játsszanak. Míg az 1970-es évek első felében a Jefferson Airplane egyre közelebb jutott a feloszláshoz, a Hot Tuna önálló együttessé vált.
Korai repertoárjuk túlnyomórészt az amerikai country blues nagy alakjai, Rev. Gary Davis, Jelly Roll Morton, Bo Carter és Blind Blake szerzeményeire épült. Casady és Kaukonen eredeti duójához Will Scarlett szájharmonikás csatlakozott, és 1969 őszén, a berkeleyi New Orleans House-ban vele vették fel első albumukat. Az 1970 májusában megjelent Hot Tuna a rajongók körében a „pohártörős” albumként vált ismertté, mert az Uncle Sam Blues felvétele közben valaki eltört egy söröskorsót. Az album a Billboard listáján a 30. helyet érte el, ami kezdő együttestől meglehetősen jó teljesítménynek számított. Az együttes ezt követő albumai is sikeresek voltak, ám ezek csak egy viszonylag kicsi, elkötelezett rajongótábor körében váltak igazán népszerűvé. Az 1978 és 1984 közötti szünettől eltekintve a Hot Tuna a mai napig aktívan működik, és leginkább a korábban említett előadók dalait játssza.
Az első album felvétele után az együttes elektromos hangzásra váltott, és a Jefferson Airplane két tagja, Marty Balin énekes és Joey Covington dobos csatlakozott hozzá (alkalmanként Paul Kantner is fellépett velük). Ez a felállás leginkább Balin és Covington soulos szerzeményeit játszotta és 1970 első feléig továbbra is a Jefferson Airplane előzenekaraként lépett fel. Több rosszul sikerült jamaicai koncert után (melyekből egy albumot akartak kiadni) a Kaukonen és Balin közötti nézeteltérések – az előleg Balinre eső részét az ő beleegyezése nélkül költötték el – szakításhoz vezettek. Casady, Kaukonen és Scarlett rövid időre visszatért az akusztikus előadáshoz, ám ősszel újra elektromos hangszerekre váltottak; Papa John Creah hegedűssel és Sammy Piazza dobossal indultak turnéra. Az 1971-ben megjelent First Pull Up, Then Pull Down című albumot ez a felállás vette fel a Santa Cruz-i Chateau Liberte-ben, egyik kedvenc klubjukban.
A Hot Tuna ezután 1978-ig nem adott ki újabb koncertalbumot. Az 1972-es Burgers és az 1973-as The Phosphorescent Rat dalainak többsége Kaukonen saját szerzeménye, melyek legjobb dalai közé tartoznak. A Burgersen hallható Highway Song című dalban David Crosby is énekelt. Ezen az albumon játszott először Nick Buck billentyűs, aki a Hot Tuna feloszlásáig félig-meddig állandó tag volt. Papa John Creach 1973-ban kivált az együttesből és a Jefferson Starshiphez csatlakozott.
Az 1974-es év fordulópontot jelentett az együttes történetében. Bluesos, akusztikus stílusuktól eltávolodva egy keményebb, blues-rockot játszó együttessé váltak. A következő három album, az 1975-ös America’s Choice és Yellow Fever, valamint az 1976-os Hoppkorv a Bob Steeler dobossal kiegészült power trió műve. Ezt a trilógiát az együttes „dühöngő évei”-nek is nevezik. Kaukonen elektromos gitárján gyakran többrétegű, komplex szólókat játszott, mint ahogy az az America’s Choice Funky #7 és Serpent of Dreams című dalaiban is hallható. Ez a stílus a Yellow Fever című albumon legjobban a Song for the Fire Maiden, a Sunrise Dance with the Devil és a Surphase Tension című dalokban érvényesült.
Ebben az időben a Hot Tuna koncertjei különösen hosszúak voltak, akár hat órát is zenéltek megszakítás nélkül. Általában a stúdióban felvett dalok hosszabb változatait és szabad, improvizatív jameket játszottak. Emiatt az együttesre gyakran a modern jam bandek előfutáraként tekintenek.
Az 1978-as Double Dose című dupla koncertalbum megjelenése után Casady és Kaukonen saját szólókarrierjére koncentrált, az együttes működése pedig szünetelt. 1979-ben jelent meg a Hot Tuna első válogatásalbuma, a Final Vinyl. Casady ezután az SVT, Kaukonen pedig a Vital Parts nevű együttesben játszott.

### Az új Hot Tuna (1984–)
Casady és Kaukonen 1984-ben Michael Falzarano gitárossal és producerrel alakította újra az együttest. Első, teljesen új dalokat tartalmazó albumuk 1990-ben jelent meg Pair a Dice Found címmel. Ezen a New York-i Harvey Sorgen dobolt, a dalok többsége pedig Kaukonen és Falzarano saját szerzeménye volt.
Az együttes 1988. március 4-én San Franciscó-ban adott koncertet, melyen Paul Kantner és Papa John Creach mellett Grace Slick is fellépett. Ez az esemény alkalmat adott a Jefferson Airplane hivatalos újraegyesülésére, és egy új albummal egybekötött turnéra is.
Az 1990-es évek folyamán az együttes akusztikus és elektromos formában egyaránt működött. A két Sweetwater-album döntően akusztikus volt, és olyan vendégzenészek játszottak rajta, mint Bob Weir a Grateful Deadből, Maria Muldaur folkénekesnő és Pete Sears, aki korábban a Jefferson Starship billentyűse volt. Sears 2001-ig a Hot Tuna állandó tagja maradt. Az 1997-ben megjelent Live in Japan akusztikus, minimalista hangzása az első albumot idézi. A Hot Tunához hasonlóan ezt is egy kisebb klubban, a jokohamai Stove’s-ban vették fel. Falzarano 2002-ig volt az együttes tagja, utána pedig The King James Sessions című albumával koncertezett, amin Sears is játszott.
Mivel a Hot Tuna szellemiségéből adódóan egy kötetlen formáció, az évek során több más zenész is megfordult az együttesben. Ennek ellenére a Hot Tuna névről legtöbben a Kaukonen–Casady párosra asszociálnak. Az együttes legutóbb, 2004 és 2006 között Barry Mitterhoff mandolinossal és Erik Diaz dobossal turnézott. 2006 áprilisában a Hot Tuna a MerleFesten, a legnagyobb amerikai folkfesztiválon lépett fel, 2007-ben pedig a Bonnaroo Music Festival vendégei voltak. Az együttes pályája során rengeteg rajongót szerzett azzal, hogy nem tiltotta meg a koncertek rögzítését. 2006 júliusa óta azonban nem engedélyezik ezt.
1996-ban a Jefferson Airplane tagjaiként Casadyt és Kaukonent a Rock and Roll Hall of Fame tagjai közé választották.

## Az együttes nevének eredete
Kaukonen visszaemlékezése szerint az együttes nevét egy ismerőse találta ki, amikor a rádióban Blind Boy Fuller Keep on Truckin’ című dala szólt. A dal „What’s that smell like fish, oh baby” (Mi ez a halszag?) sorára az illető válasza „hot tuna” (forró tonhal) volt. Kaukonennek tetszett a név és azóta sem keresett újat. A Hot Tuna név a Jefferson Airplane Volunteers című albumának hátsó borítóján is feltűnt, egy álhírben: „Hot Tuna! R. Nixon Misplaced. For details see sports section.” (Hot Tuna! R. Nixon eltévedt. A részletek a sportrovatban.) Koncerteken a rajongók gyakran „Hot Fucking Tuna” kiáltással üdvözlik az együttest. A Jefferson Airplane 1989-es újraegyesülési turnéján a Third Week in the Chelsea című dal előtt Grace Slick is ezen a néven mutatta be őket.

## Diszkográfia
- Hot Tuna (1970)
- First Pull Up, Then Pull Down (1971)
- Burgers (1972)
- The Phosphorescent Rat (1973)
- Quah (1974)[5]
- America’s Choice (1975)
- Yellow Fever (1975)
- Hoppkorv (1976)
- Double Dose (1978)
- The Last Interview? (1978)
- Final Vinyl (1979)
- Splashdown (1984)
- Historic Live Tuna (1985)
- Pair a Dice Found (1990)
- Live at Sweetwater (1992)[6]
- Live at Sweetwater Two (1993)[6]
- Trimmed & Burning (1995)[7]
- In a Can (1996)[8]
- Classic Hot Tuna Acoustic (1996)
- Classic Hot Tuna Electric (1996)
- Splashdown Two (1997)
- Live in Japan (1997)[6]
- The Best of Hot Tuna (1998)
- And Furthurmore… (1999)

## Tagok
Az együttes mindig Jack Casady és Jorma Kaukonen köré szerveződött. Az évek során a többi zenész folyamatosan váltotta egymást, befolyásolva ezzel az együttes stílusát. A Hot Tuna felállása 2-5 fő között változott, az alábbi listában szereplő zenészek közül pedig nem mindegyik játszott az együttes albumain vagy koncertjein.
- Jorma Kaukonen – ének, gitár
- Jack Casady – basszusgitár
- Paul Kantner – ritmusgitár (1969, 1987–1988)
- Will Scarlett – szájharmonika (1969–1971)
- Marty Balin – ének (1969–1970)
- Joey Covington – dob, ütőhangszerek (1969–1970)
- Paul Ziegler – gitár (1970)
- Papa John Creach – hegedű (1970–1973)
- Sammy Piazza – dob, ütőhangszerek (1970–1974)
- Bob Steeler – dob, ütőhangszerek (1974–1978)
- Greg Douglass – gitár (1975)
- Nick Buck – billentyűs hangszerek (1977)
- Michael Falzarano – gitár (1984–2002)
- Shigemi Komiyama – dob, ütőhangszerek (1984–1985)
- Harvey Sorgen – dob, ütőhangszerek (1985–2004)
- Peter Kaukonen – gitár (1989–1990)
- Pete Sears – billentyűs hangszerek (1992–2001)
- Barry Mitterhoff – mandolin (2002–)
- Erik Diaz – dob, ütőhangszerek (2004–)